# Furiosa: A Mad Max Saga
Furiosa: A Mad Max Saga er en amerikansk film fra 2024 af George Miller.

## Medvirkende
- Anya Taylor-Joy som Furiosa
- Alyla Browne
- Chris Hemsworth som Dementus
- Tom Burke som Jack
- Lachy Hulme som Joe / Rizzdale Pell
- Nathan Jones som Rictus Erectus